# The Beatles' Second Album
The Beatles' Second Album är The Beatles andra album på Capitol Records i USA släppt den 10 april 1964. (Ytterligare ett album - Introducing The Beatles hade tidigare släppts på Vee-Jay Records i Amerika.) Albumet gavs ut i både mono och stereo.
Beatles första album på Capitol - Meet The Beatles - brukar anses som en amerikansk motsvarighet till gruppens andra LP i Europa - With The Beatles. Men på With The Beatles fanns förutom åtta egna kompositioner även sex covers. Av dessa kom endast en - "Till There Was You" - med på Meet The Beatles. De övriga fem togs i stället med på den amerikanska The Beatles Second Album. Dessa är "Roll Over Beethoven", som sjungs av George Harrison, "You Really Got a Hold On Me", som sjungs av John Lennon och George Harrison som duett, "Devil in her Heart", som sjungs av George Harrison, "Money (That's What I Want)", som framförs av John Lennon samt "Please Mister Postman", som John Lennon sjunger uppbackad av Paul McCartney och George Harrison.
Vidare ingick båda sidorna på singeln "She Loves You"/"I'll Get You", som Capitol tidigare vägrat att släppa som singel och "Thank You Girl", som i Europa varit baksida på Beatles tredje singel "From Me To You" på våren 1963. Dessutom ingick "You Can't Do That" som var baksida på singeln "Can't Buy Me Love" - släppt i Storbritannien den 16 mars. Denna låt kom sedan också att ingå på den europeiska versionen av LP:n A Hard Day's Night - men inte på den amerikanska versionen.
The Beatles' Second Album innehåller en alternativ stereoversion av "Thank You Girl". Även albumets monoutgåva består av en mononedmixning av denna stereoversion.
Albumet innehåller också Little Richards "Long Tall Sally" Lennon-McCartneys "I Call Your Name", som först senare gavs ut i England på EP:n Long Tall Sally. Den senare hade redan på sommaren 1963 kommit ut som baksida på Billy J Kramers singel "Bad to Me" - också det en Lennon-McCartney-låt. (Det var ytterst ovanligt att Beatles spelade in en egen version av en låt man tidigare givit bort till en annan artist.)
The Beatles' Second Album blev direkt list-etta i USA, på bekostnad av Meet the Beatles!. Det här var den första gången som en artist slog ut sig själv som list-etta på album listan i USA.
I motsats till de brittiska Beatles-albumen består The Beatles' Second Album bara av låtar med högt tempo. Därför har den blivit en favorit bland vissa Beatles-fans och rock kritiker.
År 2004 blev The Beatles' Second Album återutgivet, för första gången på CD, som en del av samlingsboxen The Capitol Albums Vol.1. Boxen innehåller både mono- och stereoversionen och har remastrats av Ted Jensen vid Sterling Sound, New York.

## Låtlista
Låtarna skrivna av Lennon/McCartney, där inget annat namn anges

### A Sidan
1. "Roll Over Beethoven" (Chuck Berry)
2. "Thank You Girl"
3. "You've Really Got a Hold on Me" (Smokey Robinson)
4. "Devil in Her Heart" (Richard Drapkin)
5. "Money (That's What I Want)" (Janie Bradford, Berry Gordy, Jr.)
6. "You Can't Do That"

### B Sidan
1. "Long Tall Sally" (Robert Blackwell, Enotris Johnson, Little Richard)
2. "I Call Your Name"
3. "Please Mr. Postman" (Robert Bateman, Georgia Dobbins, Garrett, Fred Gorman, Brian Holland)
4. "I'll Get You"
5. "She Loves You"